# Yunfeng Financial Group
Yunfeng Financial Group (YF Financial) — гонконгская страховая компания, работает в специальных административных регионах КНР Гонконг и Макао. Основными направлениями деятельности являются страхование жизни (включая медицинское страхование и аннуитеты), а также брокерские услуги, управление активами и другие финансовые услуги.

## История
Компания была основана в 1982 году под названием Reorient Group. В 2015 году эта брокерская компания была куплена Yunfeng Capital, инвестиционной компанией, основанной в 2010 году Ю Фэном и Джеком Ма. В ноябре 2016 года Reorient Group была переименована в Yunfeng Financial Group. В 2018 году за 1,7 млрд долларов США был куплен гонконгский филиал MassMutual (компании взаимного страхования жизни из Массачусетса).

## Собственники и руководство
Председателем совета директоров с ноября 2015 года является Ю Фэн (Yu Feng), он же является и крупнейшим акционером компании (47,25 %). Ещё 24,82 % акций принадлежит MassMutual.

## Деятельность
Выручка за 2020 год составила 10,7 млрд гонконгских долларов, из них 7,72 млрд пришлось на страховые премии (4,79 млрд с учётом расходов на перестрахование), 3,69 млрд — на инвестиционный доход; страховые выплаты составили 3,27 млрд долларов. На Гонконг пришлось 70 % выручки, остальное — на Макао.
Активы на конец года составляли 87,6 млрд гонконгских долларов, из них 62,5 млрд пришлось на инвестиции.